# Lozî, Zbaraj
Lozî (în ucraineană Лози) este localitatea de reședință a comunei Lozî din raionul Zbaraj, regiunea Ternopil, Ucraina.

## Demografie
Componența lingvistică a localității Lozî
     Ucraineană (98,19%)
     Rusă (1,51%)
     Alte limbi (0,15%)
Conform recensământului din 2001, majoritatea populației localității Lozî era vorbitoare de ucraineană (98,19%), existând în minoritate și vorbitori de rusă (1,51%).